# Aleun
L'Aleun (in russo Алеун?) è un fiume della Siberia Orientale, affluente di sinistra del Tom' (bacino idrografico dell'Amur). Scorre nel Romnenskij rajon dell'oblast' dell'Amur, in Russia. 
Il fiume ha origine sulle pendici occidentali dei monti Turana. Attraversa una zona paludosa, il canale è tortuoso, la corrente è lenta. Scorre per metà del suo corso in direzione sud-ovest, poi gira a nord-ovest scorrendo parallelo alla Tašina. Sfocia nel fiume Tom' nella parte settentrionale del bassopiano della Zeja e della Bureja a 232 km dalla foce. La sua lunghezza è di 207 km; il bacino del fiume è di 2 340 km². Non ci sono insediamenti lungo il suo corso.
Nel suo basso corso è compreso nel reticolo idrografico della Riserva zoologica naturale statale «Tašinskij».